# Melanie Zichy-Ferraris
La condesa Melanie Zichy-Ferraris (Viena, 18 de enero de 1805-ídem, 3 de marzo de 1854) fue la tercera esposa del príncipe de Metternich-Winneburg, canciller del Imperio austríaco e importante político europeo.

## Biografía
Nació en Viena, hija del conde Ferenc Zichy y su esposa, Marie Wilhelmine von Ferraris.
El 30 de enero de 1831 contrajo matrimonio con el príncipe de Metternich, canciller del Imperio austríaco y hombre de confianza del emperador Francisco I de Austria. El príncipe Metternich había estado casado con anterioridad en dos ocasiones:
- Con la condesa Maria Eleonore von Kaunitz-Rietberg, desde 27 de septiembre de 1795 hasta la muerte de esta el 19 de marzo de 1825. De este matrimonio tendría ocho hijos, de los cuales cuatro llegaría a la edad adulta:
  - Víctor (1803-1829),
  - Marie Antonia (1806-1829),
  - Leontine (1811-1861), y
  - Hermine (1815-1890) canonesa en la Institución de Damas Nobles de Saboya (Savoysche Damenstift) en Viena.

- Con la baronesa Maria Antonia von Leykam, desde el 5 de noviembre de 1827, también hasta la muerte de esta en 1829. De este matrimonio solo habría un hijo Ricardo (1829-1895).

Durante su matrimonio con el príncipe de Metternich, Melania sería una de las damas principales de la sociedad vienesa. El matrimonio también ejercería de mecenas, incluyendo la formación de una colección de retratos dibujados de sus amigos e invitados realizados por los mejores artistas de la Viena contemporánea (Daffinger, Gaupmann, Kriehuber, Leopold Fischer y otros).
Además, mantuvo un diario desde su enlace, del que se publicarían extractos en la década de 1880, especialmente importante como fuente para el estudio del príncipe de Metternich y su política. El diario también resulta un documento precioso para el estudio de la sociedad vienesa y del Imperio austríaco en el período conocido como Vormärz. Tuvo un carácter orgulloso, por ejemplo, negándose incluso a recibir a los hijos de Luis Felipe, rey de los franceses, en su visita a Viena.
Tras la revolución de 1848 que depuso a su marido como canciller del Imperio austríaco le acompañó en su exilio en Inglaterra y Bruselas hasta la vuelta de la familia a Viena en 1851. Melanie moriría en 1854, dejando a su marido con una salud frágil. Este último la sobreviviría hasta su muerte en 1859 con 86 años.

## Matrimonio e hijos
De su matrimonio con Klemens, príncipe de Metternich, tuvo cinco hijos:
1. Melania (1832-1919) dama de segunda clase de la orden de la Cruz Estrellada, casada con su primo conde Josef Zichy (1814-1897).
2. Klemens (1833-1833).
3. Paul Clemens (1834-1906) casado con su prima la condesa Melania Zichy-Ferraris (1843-1925).
4. Maria (1836-1836).
5. Lothar (1837-1914)

## Órdenes y cargos

### Órdenes
- Dama de segunda clase de la orden de la Cruz Estrellada. ( Imperio austríaco)

### Cargos
- Dama de palacio de la Imperial y Real Corte. ( Imperio austríaco)

### Individuales
1. ↑  Kugler, Georg (1991). Staatskanzler Metternich und seine Gäste - Die wiedergefundenen Miniaturen von Moritz Michael Daffinger [El canciller Metternich y sus invitados. Las miniaturas redescubiertas de Moritz Michael Daffinger, Joseph Kriehuber y otros artistas del álbum de invitados de la princesa Melanie Metternich] (en alemán). Graz. ISBN 978-3222119958.
2. ↑  «Catalogue - 248 portraits des “ invités” du Chancelier Metternich et de son épouse la Princesse Mélanie» (en francés). Beausseant Lefèvre. 2012.
3. ↑  Redlich, Joseph (18 de abril de 2013). Emperor Francis Joseph of Austria - A Biography (en inglés). Read Books Ltd. ISBN 978-1-4474-9653-3. Consultado el 10 de noviembre de 2022.
4. ↑  Vehse, Carl Eduard (1856). Memoirs of the Court, Aristocracy, and Diplomacy of Austria (en inglés) 2. Longman, Brown, Green, and Longmans. p. 435. Consultado el 10 de noviembre de 2022.